# Noord-Thürings voetbalkampioenschap 1925/26
In 1925/26 werd het elfde voetbalkampioenschap van Noord-Thüringen gespeeld, dat georganiseerd werd door de Midden-Duitse voetbalbond. 
SpVgg 02 Erfurt werd kampioen en plaatste zich voor de Midden-Duitse eindronde. De club versloeg SpVgg Zella-Mehlis 06 en verloor dan van Preußen 1909 Langensalza. 
Erfurter SC mocht naar de eindronde voor vicekampioenen, waarvan de winnaar nog kans maakte op de nationale eindronde. De club versloeg versloeg SV 01 Gotha, VfB 1910 Pößneck, 1. SC Sonneberg 1904 en Cricket-Viktoria Magdeburg. In de finale verloor de club van Preußen Chemnitz. 

## Gauliga
| Plaats | Club                     | Wed. | W  | G | V  | Saldo | Ptn.  |
| ------ | ------------------------ | ---- | -- | - | -- | ----- | ----- |
| 1.     | SpVgg 02 Erfurt          | 18   | 16 | 1 | 1  | 60:15 | 33:3  |
| 2.     | Erfurter SC 1895         | 18   | 14 | 2 | 2  | 74:15 | 30:6  |
| 3.     | VfB 1904 Erfurt          | 18   | 9  | 1 | 8  | 70:45 | 19:17 |
| 4.     | FV 1907 Germania Ilmenau | 18   | 9  | 1 | 8  | 33:33 | 19:17 |
| 5.     | SC 1911 Stadtilm         | 18   | 7  | 1 | 10 | 31:51 | 15:21 |
| 6.     | SV 1909 Arnstadt         | 18   | 6  | 3 | 9  | 29:57 | 15:21 |
| 7.     | FC Borussia Erfurt       | 18   | 5  | 4 | 9  | 34:40 | 14:22 |
| 8.     | SuS 07 Arnstadt          | 18   | 5  | 3 | 10 | 32:53 | 13:23 |
| 9.     | SV Erfurt 1905           | 18   | 4  | 3 | 11 | 26:41 | 11:25 |
| 10.    | Sportring BV 1897 Erfurt | 18   | 5  | 1 | 12 | 20:59 | 11:25 |

|  | Kampioen, geplaatst voor Midden-Duitse eindronde           |
|  | Geplaatst voor Midden-Duitse eindronde voor vicekampioenen |